# Eupogonius fulvovestitus
Eupogonius fulvovestitus là một loài bọ cánh cứng trong họ Cerambycidae.